# St. Johannes Baptist (Stamsried)

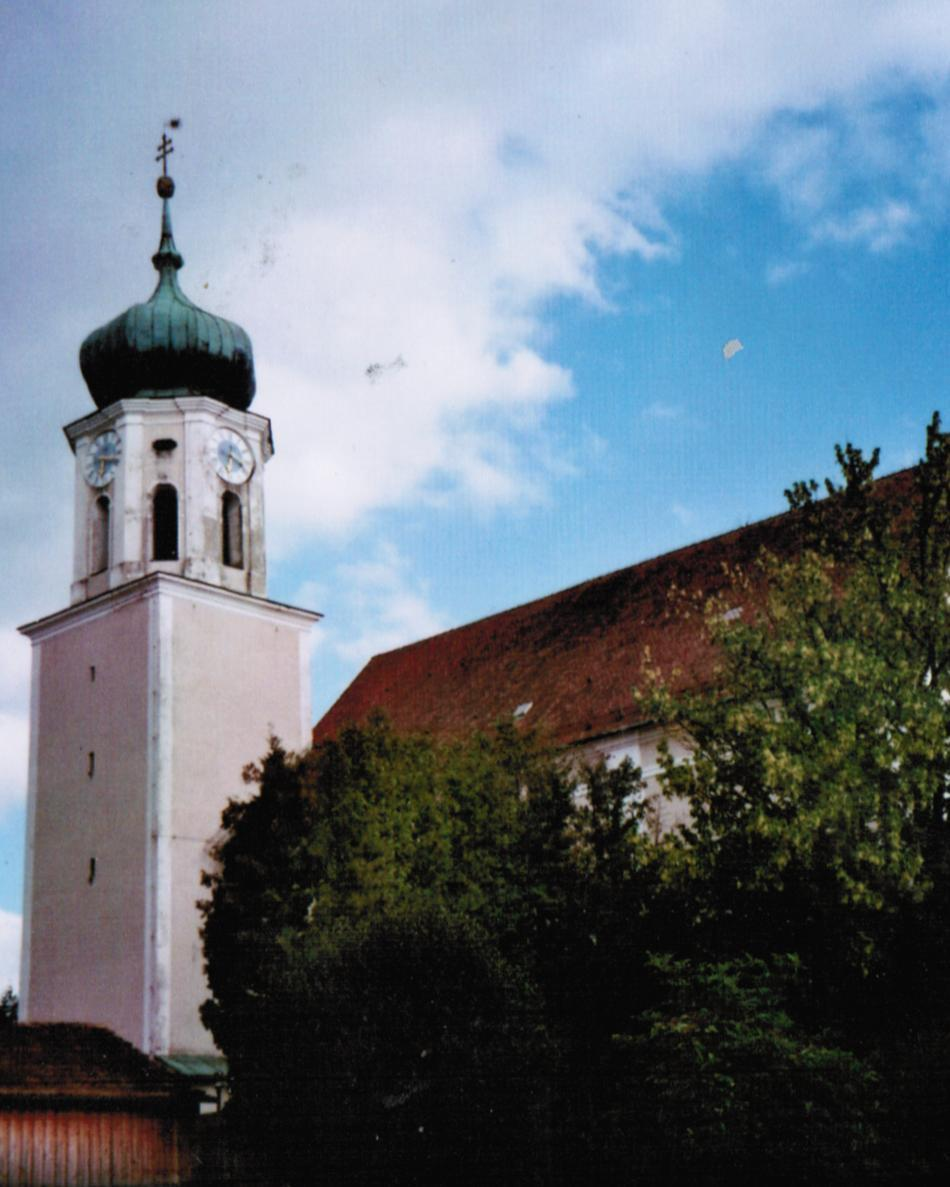
St. Johannes Baptist (Stamsried)

Die römisch-katholische, denkmalgeschützte Filialkirche St. Johannes Baptist steht in Stamsried, einem Markt im Landkreis Cham der Oberpfalz. Die Kirche gehört zum Bistum Regensburg. Das Bauwerk ist unter der Denkmalnummer D D-3-72-161-1 als Baudenkmal in die Bayerische Denkmalliste eingetragen.

## Beschreibung
Das Langhaus der spätbarocken Saalkirche wurde 1719–22 erbaut, der eingezogene, dreiseitig geschlossene Chor im Osten 1739. Der Chorflankenturm an der Nordseite des Chors wurde mit einem achteckigen Geschoss mit Pilastern an den Ecken aufgestockt, das die Turmuhr und den Glockenstuhl beherbergt, und mit einer Zwiebelhaube bedeckt.
Der Innenraum des Langhauses, in dem sich im Westen eine doppelstöckige Empore befindet, ist mit einem Stichkappengewölbe überspannt. Zur Kirchenausstattung gehört ein 1721 errichteter Hochaltar, der von Statuen zweier Kirchenväter flankiert wird. Die Orgel wurde 1984 von Michael Weise gebaut. Sie ersetzte die 1816 von Johann Michael Weiß gebaute Orgel.